# Dominique Perben
Dominique Perben, né le 11 août 1945 dans le 6e arrondissement de Lyon, est un homme politique français.

## Biographie

### Formation et débuts
Ancien élève du lycée Saint-Marc de Lyon, Dominique Perben est licencié en sciences économiques de l'université de Lyon (faculté des sciences économiques et de gestion), diplômé de l'Institut d'études politiques de Paris, où il est membre de la Conférence Olivaint,, en 1966 et ancien élève de l'École nationale d'administration (ENA) (promotion 1972).
Directeur de cabinet du préfet de Maine-et-Loire à sa sortie de l'ENA, il est nommé secrétaire général de la préfecture du Territoire-de-Belfort en 1975. Entré à la DATAR en 1976 comme chargé de mission aux villes moyennes, il devient l'année suivante chef de cabinet de Norbert Ségard, secrétaire d'État aux PTT en 1977.
Administrateur civil à la direction de la Sécurité civile en 1981, il est directeur général des services administratifs de la région Rhône-Alpes entre 1982 et 1986. De 1989 à 1993, il est secrétaire général puis président de l'Association nationale des élus locaux, rebaptisée Association nationale pour la démocratie locale.
En 1983, il est élu maire de Chalon-sur-Saône, mettant fin à 60 années de direction de la municipalité par la gauche. Il est ensuite réélu au premier tour en 1989, 1995 et 2001. Il est également élu député de Saône-et-Loire en 1986 et réélu en 1993, 1995, 1997 et 2002.
En 1990, lors du vote de la Loi Gayssot, il se présente comme un opposant à cette dernière au Sénat.

### Fonctions ministérielles de 1993 à 2007
Il est plusieurs fois ministre de 1993 à 2007 :
- mars 1993 - mai 1995 : ministre des départements et territoires d'Outre-mer (Gouvernement Édouard Balladur)
- novembre 1995 - juin 1997 : ministre de la Fonction publique, de la Réforme de l'État et de la Décentralisation (Gouvernement Alain Juppé (2))
- mai 2002 - juin 2005 : Garde des Sceaux, ministre de la Justice (gouvernement de Jean-Pierre Raffarin 1, 2 et 3)
- 2 juin 2005 - 15 mai 2007 : ministre des Transports, de l'équipement, du tourisme et de la mer (gouvernement Dominique de Villepin)

En tant que ministre de la Justice, il donne son nom à la loi Perben I (de programmation) et à la loi Perben II du 9 mars 2004. Contestée par la gauche, notamment en ce qu'elle instaurerait la procédure du « plaider coupable », la notion de « stage de citoyenneté », et prolongerait la garde à vue jusqu'à 96 heures dans le cadre de la lutte contre le crime organisé, l'opposition en saisit le Conseil constitutionnel, vainement. La loi de programmation permet le lancement de la construction de 13 000 nouvelles places de prison en remplacement d'établissements vétustes tels que les prisons de Lyon, de Toulouse, de Nancy… À cette occasion, Dominique Perben innove en décidant de séparer les mineurs détenus des majeurs. Il crée pour la première fois en France des prisons réservées aux mineurs incarcérés, dont la gestion est confiée non seulement à l'administration pénitentiaire, mais aussi à la protection judiciaire de la jeunesse (PJJ), et qui comportent un programme et un encadrement éducatif, sanitaire et social renforcé. Il crée aussi pour la première fois 2 000 places dans des établissements réservés aux détenus condamnés à de courtes peines (moins d'un an) afin de limiter la promiscuité entre des catégories de détenus aux profils très différents. Il décide de la création d'un bureau du renseignement et des équipes régionales d'intervention et de sécurité (ERIS) dans l'administration pénitentiaire, dirigée à l'époque par le préfet Didier Lallement.
Le 13 décembre 2004 il signe un décret qui introduit (à la fin de l'article 24) une disposition sur la prescription qui aurait dû relever de la loi. Cette anomalie, corrigée dans une loi Mercier du 27 mars 2012, crée une polémique après une décision de la Cour de cassation du 26 juin 2013 qui obligera à libérer un certain nombre de détenus[réf. nécessaire].
D. Perben s'oppose aussi au principe des peines-plancher, voulu par Nicolas Sarkozy, alors ministre de l'Intérieur, qui ne sera d'ailleurs pas retenu dans la loi du 12 décembre 2005 sur la récidive des infractions pénales. Toutefois, ces peines seront introduites après l'élection présidentielle de 2007, dans le cadre de la loi Dati.
En juillet 2005, il met en œuvre avec Thierry Breton le processus de privatisation des autoroutes françaises. Le modèle économique choisi lors de cette privatisation est par la suite sévèrement critiqué par la Cour des comptes.

### Depuis 2008
Dominique Perben est candidat à la mairie de Lyon pour les élections municipales de 2008. Déclarée dès 2003, sa candidature est suivie en mars 2005 par la création de l'association Lyon Nouvel Horizon, comité de soutien pour son élection. La liste « Grandissons à Lyon » qu'il mène ne conserve que deux arrondissements en 2008. Dans le 3e arrondissement, traditionnellement à droite, où Dominique Perben se présente contre le socialiste Thierry Philip, la liste UMP est battue dès le premier tour avec seulement 30,02 % des voix, contre 52,82 % pour la liste socialiste.
À la demande de Nicolas Sarkozy, il préside une « mission parlementaire sur le développement des métropoles urbaines d'avenir » qu'il rend au président de la République le 5 février 2008. Il y préconise notamment le lancement d’un plan national de développement des transports collectifs (PNDTC) et une concertation sur le péage urbain, sur la base du modèle expérimenté à Milan. Il est nommé membre du Comité pour la réforme des collectivités locales en octobre 2008. Il anime en même temps, avec le sénateur Courtois, un groupe de travail des députés et sénateurs UMP qui présente en février 2009 un premier rapport sur les orientations de la réforme des collectivités territoriales (création du conseiller territorial, création de 7 métropoles, achèvement de l'intercommunalité, clarification de la répartition des compétences). À la demande de Xavier Bertrand, secrétaire général de l'UMP, il élabore les propositions du mouvement populaire sur la réforme des collectivités locales et les propose en juillet 2009 au Bureau politique de l'UMP.
Le 9 janvier 2012, il annonce son retrait de la vie politique pour travailler comme avocat.
Début 2014, il devient membre de la haute autorité présidée par la juriste Anne Levade, chargée d'organiser les primaires de l'UMP en 2016.
Le 19 mars 2015, Dominique Perben exprime sa consternation devant la suppression annoncée des menus de substitution dans les cantines scolaires de Chalon-sur-Saône, qu'il avait instaurés, en tant que maire de la ville, dans les années 1980. Dénonçant la remise en cause brutale d'un usage « qui ne gênait personne et qui permettait un vivre ensemble accepté par tous », Dominique Perben dénonce une « instrumentalisation de la laïcité » qui, selon lui, n’a « jamais signifié la non prise en compte des règles, des habitudes, des coutumes différentes ».
Il fait partie de l'équipe de campagne d'Alain Juppé, candidat à la primaire présidentielle Les Républicains de 2016. Il est notamment chargé des questions régaliennes. Il apporte ensuite son soutien à Emmanuel Macron.
Le 25 septembre 2017, Dominique Perben est arrêté par les agents de la Douane française à la frontière franco-suisse dans la ville de Saint-Julien-en-Genevois en possession de 15 000 euros non déclarés en petites coupures de 50 euros.

### Vie privée
Il est le beau-père de Raphaël Gauvain, ancien député de la 5e circonscription de Saône-et-Loire (2017-2022)

## Synthèse des fonctions politiques

### Fonctions au sein de partis politiques
- membre du bureau politique du RPR; secrétaire national du RPR, chargé des affaires étrangères, puis de la réforme de l'État, de la fonction publique et de l'organisation territoriale (1999);
- 1998 - 1999, secrétaire national du RPR pour les Affaires étrangères puis pour la Réforme de l'État, la Fonction Publique et l'Organisation territoriale.
- Depuis 1999, Dominique Perben anime avec Jean-Pierre Raffarin, Michel Barnier et Jacques Barrot, le Club Dialogue et Initiative.
- 2004 - 2008 : président départemental de l'UMP du Rhône.
- 2009 : secrétaire national de l'UMP pour la réforme des collectivités territoriales.

### Fonctions électives locales
Conseil municipal
- 1983 - 2003 : conseiller municipal de Chalon-sur-Saône
- 1983 - 2002 : maire de Chalon-sur-Saône
- 2002 - 2003 : premier adjoint au maire de Chalon-sur-Saône
  - président de la communauté d'agglomération de Chalon Val-de-Bourgogne

Conseil général
- mars 1985 - juin 1988, vice-Président du Conseil général de Saône-et-Loire.
- mars 2004 - mars 2011 : conseiller général du 6e canton de Lyon, Premier vice-président du Conseil général du Rhône chargé de la vie associative et de l'innovation sociale.

Conseil régional
- mars 1992 - janvier 1993, conseiller régional de Bourgogne.

### Fonctions parlementaires
- mars 1986 - mars 1993 : élu député de Saône-et-Loire (scrutin proportionnel départemental)
- mars 1993 - juin 1997 : élu député de la 5e circonscription de Saône-et-Loire
- juin 1997 - juin 2002 : élu député de la 5e circonscription de Saône-et-Loire
  - membre de la Commission des lois de l'Assemblée nationale
  - membre désigné par les groupes de l'office parlementaire d'évaluation de la législation
  - vice-Président du groupe d'études parlementaire sur les arts de la rue
  - juin 2002 - juin 2002 : élu député de la 5e circonscription de Saône-et-Loire
- juin 2007 - juin 2012 : élu député de la 4e circonscription du Rhône

### Fonctions ministérielles
- mars 1993 - mai 1995 : ministre des départements et territoires d'Outre-mer (Gouvernement Édouard Balladur)
- novembre 1995 - juin 1997 : ministre de la Fonction publique, de la Réforme de l'État et de la Décentralisation (Gouvernement Alain Juppé (2))
- mai 2002 - juin 2005 : Garde des Sceaux, Ministre de la Justice (Gouvernement de Jean-Pierre Raffarin 1, 2 et 3)
- 2 juin 2005 - 15 mai 2007 : ministre des Transports, de l'équipement, du tourisme et de la mer (gouvernement Dominique de Villepin).

## Distinctions
- Officier de la Légion d'honneur (2023)[13] ; chevalier en 2014
- Commandeur de l'ordre du Mérite maritime de droit en tant que ministre chargé des affaires maritimes[14],[15]
- Médaille d'honneur de l'engagement ultramarin, échelon or (2022) au titre d'« ancien ministre des départements et territoires d'outre-mer »[16].
- Commandeur de l'ordre de Tahiti Nui (nomination à titre exceptionnel, 1999)